# Kijevci (Gradiška)
Kijevci (szerbül: Кијевци), falu Gradiška községben, Bosznia-Hercegovinában, Bosanska krajina területén, a Szerb Köztársaságban. 

## Fekvése
Bosznia-Hercegovina északi részén, Banja Lukától légvonalban 29, közúton 48 km-re északra, községközpontjától légvonalban 13, közúton 18 km-re délnyugatra, a Kozara-hegységtől keletre, 130-200 méteres magasságban, a Lubina-folyó jobb partján elterülő dombvidéken fekszik. 

## Népessége
| Nemzetiségi csoport | Népesség 1991 | Népesség 2013 |
| ------------------- | ------------- | ------------- |
| Szerb               | 364           | 204           |
| Bosnyák             | 2             | 1             |
| Horvát              | 4             | 3             |
| Jugoszláv           | 4             | 0             |
| Egyéb               | 7             | 3             |
| Összesen            | 381           | 215           |

## Története
A Lubina-folyó melletti földterületen talált leletek tanúsága szerint ez a terület már az őskorban is lakott volt.
A 2004-ben a Gradiškai Helytörténeti Múzeum felügyelete alatt végzett régészeti kutatás egy középkori templomot talált, amely a feltételezések szerint a Kijevci faluban állt Manastište - Karanovac kolostoregyüttes része volt. A legjelentősebb lelet egy cirill betűkkel írt kőtábla volt, amely a középkori templom előcsarnokából került elő, és az 1301-es évhez kötődik. Úgy tartják, hogy a feliratot egy lomnicai pap írta, aki a Boszniai Szerb Köztársaság keleti részén fekvő Šeković közelében álló a Lomnica kolostorhoz kötődik. Az említett felfedezés új tényekre világít rá az ortodox egyház középkori elterjedésével kapcsolatban a középkori Bosnyák és Magyar Királyság területén. A kijevói lelőhely 1958-ban vált nagyon fontossá, amikor felfedezték az első 10. és 12. századi glagolita feliratot, de akkoriban nem folytak a maihoz hasonló részletes kutatások, így a lelőhelyet sokáig erdő és vastag talajréteg borította. Van itt egy kőből és római téglából épült templom is, amelynek alapjait helyreállították. A templom körül számos sírkő található. Az ortodox szokások szerint eltemetett teljes emberi csontvázakat fedeztek fel bennük. A leleteket egy londoni kutatóintézetbe küldték, ahol 1250-re keltezték őket. A Gornji Kijevciben található a Lubina folyó völgyében, annak jobb partján található kolostor a római kortól a középkorig őrzi az építészeti korok maradványait. Az egykori települést nyugati és északi oldalról körülveszi a folyó. Közvetlenül a helység mellett a nyugati oldalon található egy bővizű ivóvízforrás, amit a helyiek Karanovacnak hívnak. Keletről a Berek-patak határolja, amely a korai szláv települést, Varošankát veszi körül.
A település területe 1878-ig tartozott az Oszmán Birodalomhoz, ekkor a berlini kongresszus határozata alapján az Osztrák-Magyar Monarchia része lett. 1879-ben az első osztrák-magyar népszámlálás során a Berbir községhez tartozó Kijevci dolnji településnek 48 háztartása és 255 ortodox szerb, Kijevci gornji településnek 41 háza és 287 ortodox szerb lakosa volt. 1910-ben a Bosanska Gradiškai járáshoz tartozó Gornji Kijevci községben 84 háztartást, 549 ortodox szerb és 1 muszlim lakost találtak.
A monarchia szétesésével 1918-ban előbb a Szerb-Horvát-Szlovén Királyság, majd 1929-től a Jugoszláv Királyság része. 1921-ben Gornji Kijevcinek 93 háztartása és 601 lakosa volt. Jugoszlávia megszállása után a település a Független Horvát Állam (NDH) része, majd 1945-től a szocialista Jugoszlávia része lett. A boszniai háború idején a település a Boszniai Szerb Köztársaság része volt. A daytoni békeszerződést követő területfelosztásnál a település Bosanska Gradiška község részeként a Szerb Köztársaság területéhez került.

## Nevezetességei
- A Karanovac-kolostor a Nemanjić-dinasztia adományából épült a 12. század végén és a 13. század elején, maradványait 2004-ben végzett ásatások során tárták fel. A középkori kolostor és nekropolisz mellett előkerült egy 1. – 4. századi római mezőgazdasági birtok (villa rustica), valamint két török kori gerendatemplom, a 16. és 19. század második feléből. A kolostornegyed részeként egy múzeum építését is tervezik, ahol az elmúlt húsz év régészeti kutatásai során előkerült legfontosabb kiállítási tárgyakat állítják majd ki. A szerb történelem és kulturális örökség keletkezéséről és fejlődéséről tanúskodó kegyhelyek helyén található komplexum felújításának befejezését 2025-re tervezik.[9]

- Gradina – őskori erődített település maradványai a Lubina-folyó melletti Bara nevű földterületen. Központi része egy 30x20 méteres nagyságú, 2 méter magas tell, amelyen és a szomszédos földön őskori kerámiatöredékek találhatók. Korukat a késő bronzkorra és a kora vaskorra tették.[4]